# Golgo 13
Golgo 13 (ゴルゴ13, Gorugo Sātīn) é uma série de mangá escrita e desenhada por Takao Saito publicado pela Shogakukan na revista Big Comic desde janeiro de 1969. Em 1976, o mangá ganhou o 21º Shogakukan Manga Award.
Em 2010, foi anunciado pela Editora JBC.
Golgo 13 foi criado depois que a Gildrose Publications resolveu encerrar uma versão de James Bond criada por Takao Saito devido a violação de Direitos Autorais do Personagem.
O escritor Kazuo Koike, co-criador de obras como Lobo Solitário e Crying Freeman, trabalhou com Saito em Golgo 13.
Devido às dificuldades que surgem das restrições implementadas pelo governo para combater a pandemia da COVID-19 no Japão, o Golgo 13 teve seu primeiro hiato em seus 52 anos de história em maio de 2020.

## História
Duke Togo, o protagonista do mangá é um assassino de aluguel seu nome deriva do Gólgota, a colina onde Jesus foi crucificado.